# Crenidorsum marginale
Crenidorsum marginale là một loài côn trùng cánh nửa trong họ Aleyrodidae, phân họ Aleyrodinae.
Crenidorsum marginale được Russell miêu tả khoa học đầu tiên năm 1945.